# Meefischli

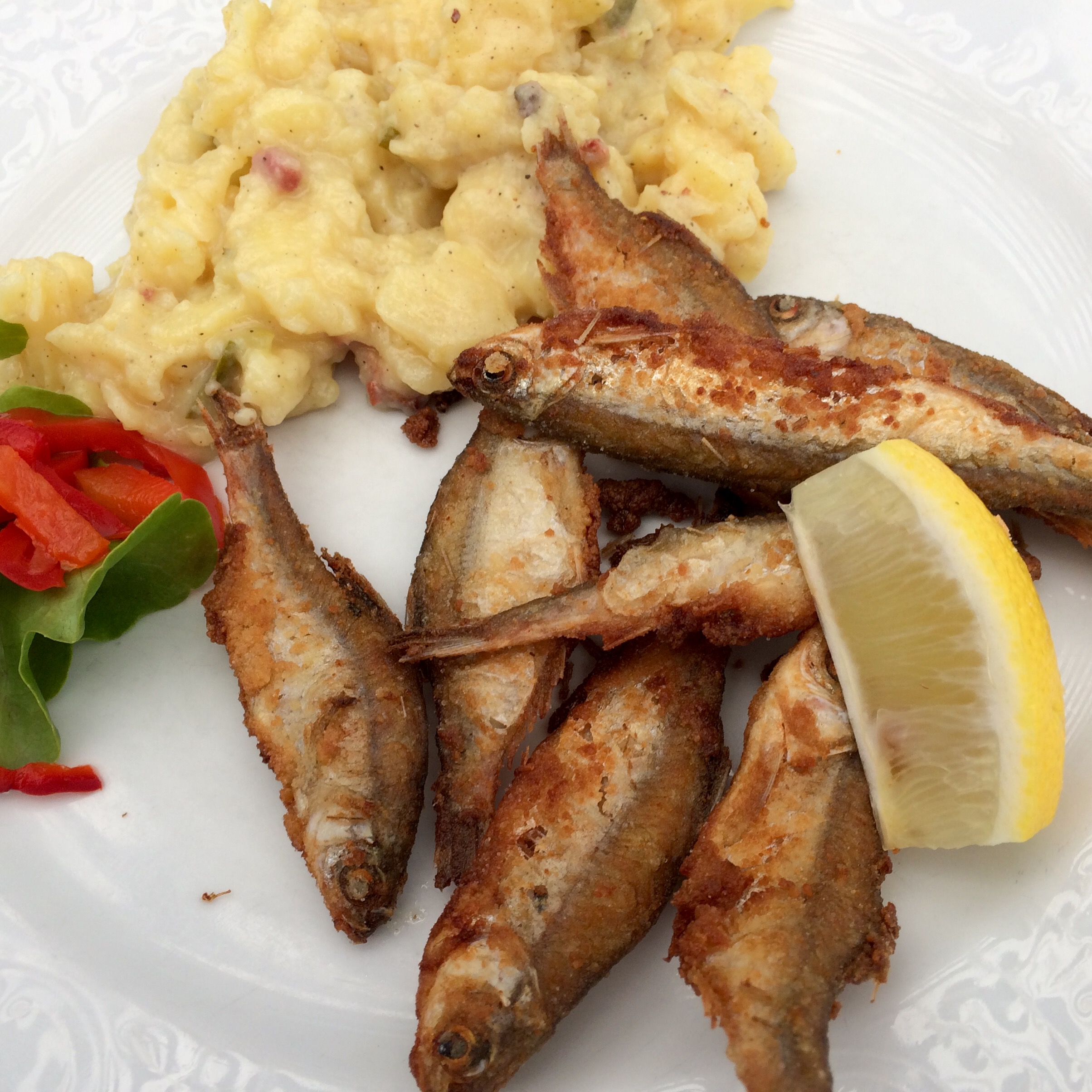
Eine Portion Meefischli mit fränkischem Kartoffelsalat

Meefischli (auch Mainfischchen) sind kleine frittierte Fische aus dem Main und eine mainfränkische Spezialität. Traditionell sollen die Fische nicht größer sein als der kleine Finger der Statue des Heiligen Kilian auf der Würzburger Mainbrücke. Die Fische werden fangfrisch zubereitet und ohne Beilagen im ganzen Stück ohne Besteck verspeist. Es kann sich dabei vor allem um Ukeleien (Lauben), aber auch um Rotaugen oder Rotfedern handeln. Die Zunahme von Raubfischen infolge der verbesserten Wasserqualität, aber auch die Zunahme von Reihern und Kormoranen im Großraum Würzburg haben in der letzten Zeit zur Abnahme dieser Fische geführt, was zum Anstieg der Preise führte.
Der Name Meefischli leitet sich von der Bezeichnung des Mains in und um Würzburg ab, der dort im Dialekt „Mee“ genannt wird.